# Woodlawn Heights
Woodlawn Heights – miasto w Stanach Zjednoczonych, w stanie Indiana, w hrabstwie Madison.